# Notoscopelus resplendens
Notoscopelus resplendens är en fiskart som först beskrevs av Richardson, 1845.  Notoscopelus resplendens ingår i släktet Notoscopelus och familjen prickfiskar. Inga underarter finns listade i Catalogue of Life.